# День российского джаза
День российского джаза — неофициальный праздник, отмечаемый поклонниками джаза в России 1 октября как день рождения российского джаза.

## История
День российского джаза отмечается российскими поклонниками джаза 1 октября, поскольку именно в этот день в 1922 году в здании ГИТИСа состоялся первый зарегистрированный концерт джазовой музыки в России. Концерт  «Первого в РСФСР эксцентрического оркестра джаз-банда Валентина Парнаха» состоялся в Москве 1 октября 1922 года в час дня на сцене Центрального техникума театрального искусства (позже — ГИТИС) в Малом Кисловском переулке. Билеты стоили от полутора до десяти миллионов рублей. На рояле в ансамбле Парнаха играл будущий знаменитый киносценарист Евгений Габрилович, на ударных — актёр Александр Костомолоцкий. Саксофонист — бывший полковой музыкантский воспитанник Мечислав Капрович, контрабасист — Сергей Тизенгайзен. Габрилович вспоминал, что оркестр изобиловал экзотическими ударными, а также включал редкий инструмент флексатон.